# 생태근대주의

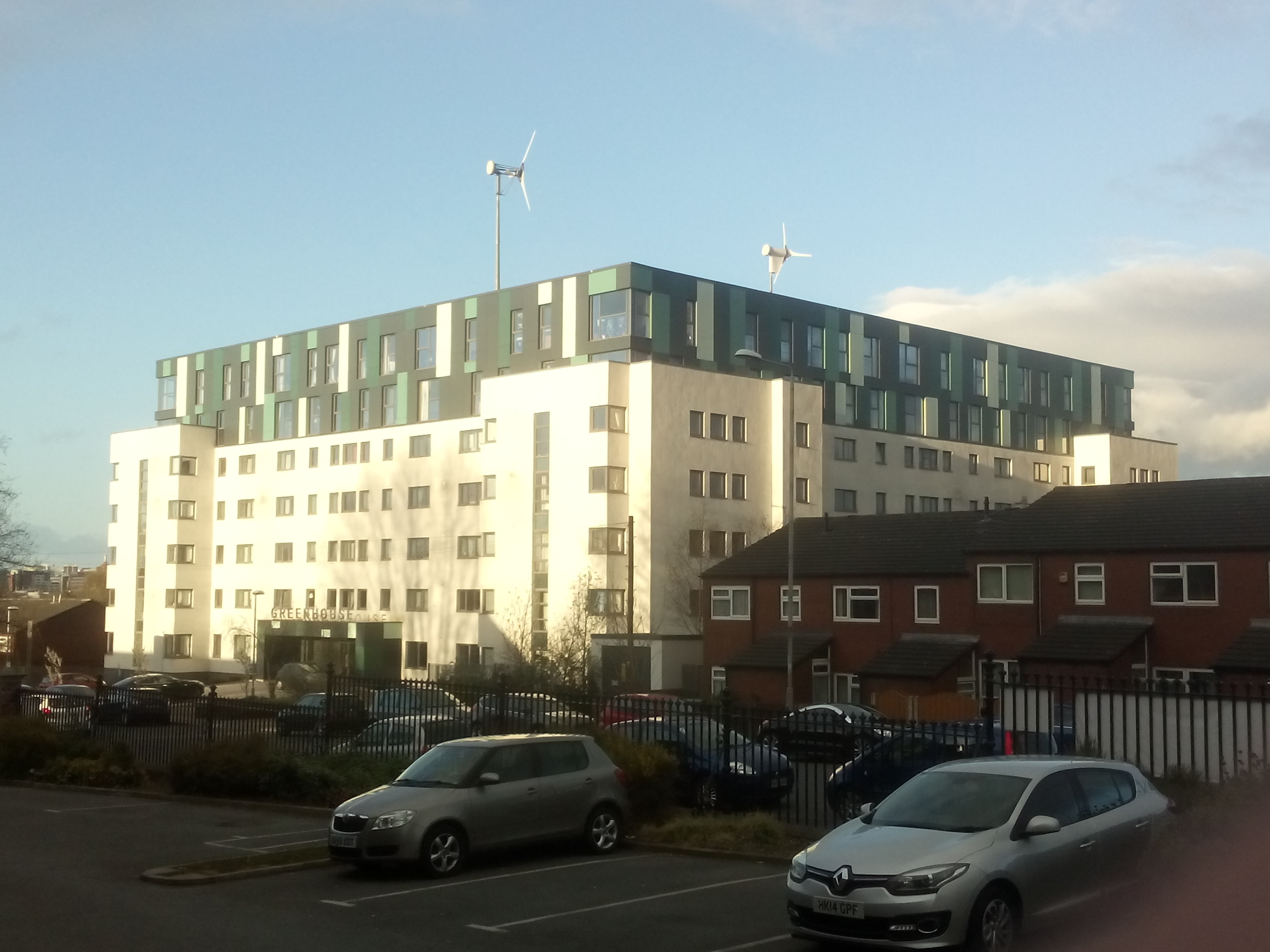

생태근대주의(生態近代主義, Ecomodernism)는 환경을 보호하기 위해서는 과학기술을 발전시켜 인간이 사용하는 공간과 자원을 절약함으로써 인간이 자연세계에 미치는 영향을 최소화해야 한다는 환경주의 철학이다.
생태근대주의는 기업식 농축산업, 유전자조작 식품, 양식업, 해수담수화, 도시화 등을 옹호한다. 또한 에너지 밀도가 높은 연료로의 전환(e.g. 목재에서 화석연료로의 전환, 화석연료에서 원자력으로의 전환)이 이루어져야 한다고 주장한다. 이런 점에서 생태근대주의는 지속가능성, 탈성장, 자급경제 등 다른 환경주의 담론들과 이질적이다. 생태근대주의자들은 자신들의 철학이 미국 실용주의, 정치생태학, 진화경제학, 근대주의에 뿌리를 둔다고 생각한다.
대표적인 생태근대주의자로는 마크 라이너스, 스튜어트 브랜드 등이 있다.

## 같이 보기
- 환경기술